# Bérénice (film, 1954)
Pour les articles homonymes, voir Bérénice.
Pour plus de détails, voir Fiche technique et Distribution.
Bérénice est un court-métrage français réalisé par Éric Rohmer, sorti en 1954.

## Synopsis
Adaptation d'un conte d'Edgar Allan Poe. Le narrateur développe une étrange monomanie à l'égard de sa jeune cousine Bérénice, sujette à des crises de catalepsie.

## Fiche technique
- Titre original : Bérénice
- Réalisation : Éric Rohmer
- Scénario : Éric Rohmer, d'après le conte homonyme d'Edgar Allan Poe
- Photographie : Jacques Rivette
- Montage : Jacques Rivette, Éric Rohmer
- Pays de production :  France
- Langue originale : français
- Format : noir et blanc — 16 mm — 1,33:1 — son Mono
- Durée : 22 minutes
- Date de sortie : 
  - France : 1954

## Distribution
- Éric Rohmer : Egaeus
- Teresa Gratia : Bérénice